# Virgil Gonsalves
Virgil Gonsalves (Monterey, 5 september 1931) is een jazz-baritonsaxofonist en bandleider.
Gonsalves speelde met musici als Alvino Rey, Jack Fina en Tex Beneke en kwam in 1954 met zijn eerste solo-plaat (in de vorm van twee 10-inch-platen, uitgebracht door Nocturne Records). In 1955 volgde een tweede plaat en later in de jaren vijftig richtte hij een bigband op, Virgil Gonsalves Big Band Plus Six, waarmee hij in 1959 een live-album uitbracht. In 1968 was Gonsalves kort lid van The Electric Flag.

## Discografie
- Virgil Gonsalves, Nocturne Records, 1954
- Jazz San Francisco Style, Liberty Records, 1955 ('albumpick' Allmusic)
- Jazz at Monterey, 1959

- International Standard Name Identifier: 0000 0000 4803 6820
- Library of Congress Control Number: no2007149218
- MusicBrainz: bc8b2bab-5ab0-401e-95ec-4767e398399d
- Virtual International Authority File: 9640167
- WorldCat: E39PBJdMgYy7YjJq4rw9mDvCQq